# بنكث (تشيشير)
بنكث (بالإنجليزية: Penketh)‏ هي قرية و أبرشية مدنية تقع في المملكة المتحدة في إنجلترا.  يقدر عدد سكانها بـ 8,699 نسمة .